# Miss Me (Mohombi)
Miss me is een lied van Mohombi. Het is een samenwerking met de Amerikaanse rapper Nelly. In de videoclip is tevens de muziekproducent, RedOne, te zien. Het lied werd als tweede single van Mohombi uitgegeven. Het nummer is niet in Nederland uitgegeven, maar wel in België, Polen en het Verenigd Koninkrijk.